# Corneliu Baba
Corneliu Baba (n. 18 noiembrie 1906, Craiova, România – d. 28 decembrie 1997, București, România) a fost un pictor român, cunoscut mai ales pentru portretele sale, dar și pentru alte tipuri de tablouri și ilustrații de cărți.
Prin originalitatea, măiestria și realismul ei profund, arta lui Corneliu Baba și-a câștigat o mare prețuire în țară și peste hotare.

## Biografie
Corneliu Baba era al treilea fiu al lui Gheorghe Baba și al Mathildei Baba. A studiat pentru scurtă vreme (1926) la Școala Națională de Arte Frumoase din București, dar nu a obținut nici o diplomă. Prima expoziție publică a sa a avut loc în 1934 la Băile Herculane. Anul următor și-a continuat studiile cu ajutorul lui Nicolae Tonitza în Iași, primind o diplomă în Arte Frumoase în 1938 la Iași, unde a fost numit asistent al departamentului de pictură în 1939 și apoi profesor de pictură în 1946.
Puțin după debutul său oficial la Salonul de Artă din București cu o pictură numită Jucătorul de șah, a fost arestat și închis pentru scurtă vreme la închisoarea Galata din Iași. Anul următor a fost suspendat fără explicații din postul său de la facultate și mutat de la Iași la București. 
Deși a avut o relație nu prea ușoară cu autoritățile comuniste, care îl denunțau ca fiind formalist, Baba a reușit să se impună ca un ilustrator și artist. Pe distanța unui deceniu (1940-1950), într-un moment când își căuta propriul drum, artistul era confruntat cu fenomenul de înghețare a limbajului în formele neoacademice, convenționale. A avut o scurtă perioadă în care a pictat în stilul realismului socialist, oțelari și tablouri cu țărani, dar și-a revenit repede. Baba depășește contradicția simplificatoare a acestui climat. Soluția sa se bazează pe apelul la valorile marii tradiții a picturii, numit de obicei spațiu al clasicității. Se refugiază în tablourile cu țărani și pictează foarte multe scene din timpul răscoalei din 1907. Pictorul redescoperă chipul și universul țăranului român, conferindu-le simbolul permanenței , din această epocă datează pânzele Întoarcerea de la sapă, 1943; Țărani, 1953; Odihnă pe câmp, 1954; Oameni odihnindu-se. În 1955 i-a fost permisă o plecare în Rusia (pe atunci Uniunea Sovietică) și apoi a câștigat o medalie de aur la o expoziție internațională la Varșovia. În 1956, Baba a însoțit Jucătorul de șah și alte două picturi la o expoziție din Veneția, apoi a călătorit împreună cu tablourile la expoziții din Moscova, Leningrad și Praga. A desenat ilustrații pentru romanul cu țărani al lui Mihail Sadoveanu, Mitrea Cocor. 

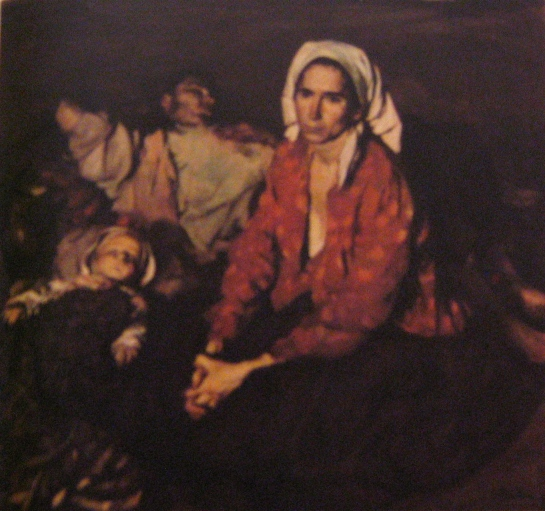
Odihnă pe câmp, ulei pe pânză (1956)

În 1958, Baba a fost numit Profesor de Pictură la Institutul de Arte Frumoase Nicolae Grigorescu din București și a primit titlul de Maestru Emerit al Artelor. Acum, problemele anterioare cu autoritățile comuniste par să dispară. În următoarea decadă, el și cu tablourile sale vor călători în toată lumea participând la expoziții în locuri diverse precum Cairo, Helsinki, Viena și New Delhi, culminând cu o expoziție personală avută la Bruxelles în 1964. În 1962, guvernul român îi va acorda titlul de Artistul poporului, anul următor devenind membru corespondent al Academiei Române, iar în 1964 va fi membru al Academiei de Arte Frumoase din Berlinul de Est. 
Premiile și expozițiile au continuat să se acumuleze, conducându-l spre o expoziție personală la New York în 1970 și aducându-i decorația Steaua Roșie în 1971. În timp ce devenise cunoscut în România și puțin în fostul bloc comunist, nu a avut o faimă comparabilă în Vest.
În 1988, pictorul s-a rănit grav într-o căzătură în atelierul lui și a fost imobilizat mai multe luni. Deși ultimii ani ai săi nu au fost printre cei mai productivi ai carierei sale, totuși calibrul operei sale rămâne ridicat. Cu puțin timp înainte de moartea sa în 1997, Baba și-a publicat memoriile sale, Notele unui artist din Europa de est. A primit, postum, premiul de excelență al Fundației Culturale Române.

## Arta portretului
Aproape toate operele lui Corneliu Baba au rămas în România, abia dacă există vreun muzeu mai important din țară care să nu aibă măcar o operă de-a sa. Una dintre puținele opere din afara României este tabloul impresionist numit Spaima, aflat la Muzeul Szepmuveszeti din Budapesta. Printre cele mai importate opere sunt o serie de portrete care au determinat criticii să-l compare cu Francisco Goya. Printre acestea sunt portretul din 1952 al lui Mihail Sadoveanu (aflat la Muzeul de Artă Timișoara) și portretul din 1957 al lui Krikor Z. Zambaccian (la Muzeul Zambaccian, tot în București). Aceasta artă a jocului de lumini, inspirată de la Rembrandt este preponderentă în tablourile care prezintă portretele altor personalități cum ar fi Lucia Sturdza-Bulandra, George Enescu, Tudor Arghezi, Ion Irimescu(aflat la Muzeul de Artă "Ion Irimescu", mun. Fălticeni, județul Suceava). În portretele sale a acordat o atenție deosebită mâinilor, ca element cheie în caracterizarea personalității umane, exact ca Rembrandt și marii portretiști din școala olandeză. Corneliu Baba este cel mai mare portretist român. Își pregătea portretele, pe urmele maestrului său Rembrandt, printr-un număr uriaș de schițe ale mâinilor sau ochilor.

## Senectutea
Între șaptezeci și optzeci de ani, Baba a realizat o serie extensivă de tablouri de Arlechini și Regi Nebuni, majoritatea rămânând în colecția sa privată până la moarte. Din nou, se observă o analogie cu perioada ultimă a lui Goya dar și cu pictura expresionismului german. Critici de artă, cum ar fi Pavel Șușară, autorul unui album monografic dedicat pictorului, au văzut în acest ciclu de tablouri o reacție personală a artistului în fața absurdului dictaturii comuniste și al "rinocerizării" României.
Deși ar fi putut fi considerat relativ demodat pentru un pictor care picta în secolul XX, Baba lucra în tradiția Marilor Maeștri, nefiind nici în legătură cu realismul socialist din blocul comunist, nici cu modernismul popular în vest. Chiar dacă anumite opere ale sale arată o influență impresionistă puternică, cele mai bune opere amintesc de Marii Maeștri Spanioli, printre care Francisco Goya. A fost de asemenea fascinat de peisajele venețiene și spaniole.
A expus la principalele manifestări din țară și la expoziții internaționale, printre care Bienala de la Veneția (1954, 1956), expoziția "Arta non-abstractă" din Tokio (1964), Berlin (1964), New York (1970), București (1978); Moscova, Viena, Leningrad (1979).

## Colecția „Baba”
În prezent, cea mai mare colecție de lucrări dar și obiecte ale artistului se găsesc în Colecția Baba, la Muzeul de Artă Timișoara. Colecția a fost donată muzeului de soția artistului și include 90 de piese, printre care și câteva tablouri aduse de la Muzeul Național de Artă și de la Muzeul de Istorie și Artă al Municipiului București.

## Premii
- Premiul de Stat (1953, 1954),
- Medalia de Aur la Expoziția Internațională de la Varșovia (1955),
- Medalia de Aur la Expoziția Internațională de ilustrație de carte - Leipzig (1960),
- Premiul pentru portret la Trienala de artă - Sofia (1973),

## Distincții
- Ordinul „Meritul Cultural”, în gradul de Cavaler cl. II, pentru artă (1 februarie 1943)[10]
- Ordinul Muncii clasa a II-a (9 iunie 1954) „pentru merite deosebite în domeniul artelor plastice”[11]
- titlul de Maestru Emerit al Artei din Republica Populară Romînă (26 august 1954) „pentru merite excepționale în domeniul dezvoltării artei”[12]
- Ordinul „Steaua Republicii Populare Romîne” clasa a III-a (12 august 1959) „pentru activitate rodnică în dezvoltarea științei și culturii din Republica Populară Romînă”[13]
- titlul de Artist al Poporului (28 martie 1962) „pentru merite excepționale în opera de dezvoltare a teatrului, muzicii și artelor plastice”[14]
- Ordinul „Meritul Cultural” clasa a II-a (26 septembrie 1966) „pentru merite deosebite în activitatea literară, artistică și de răspîndire a culturii naționale, cu prilejul Centenarului Academiei Republicii Socialiste România”[15]
- Ordinul „Meritul Cultural” clasa I (1968) „pentru activitate deosebită în domeniul artelor plastice”[16]
- Ordinul „Steaua Republicii Socialiste România” clasa a II-a (1971) „pentru merite deosebite în opera de construire a socialismului, cu prilejul aniversării a 50 de ani de la constituirea Partidului Comunist Român”[17]
- Ordinul „23 August” clasa I (1977) „în semn de prețuire a întregii activități creatoare în domeniul artei și literaturii și contribuției aduse la viața cultural-artistică, cu prilejul împlinirii vîrstei de 70 de ani”[18]
- Ordinul „Meritul Cultural” clasa I (7 mai 1981) „pentru rezultatele obținute în îndeplinirea cincinalului 1976–1980, pentru contribuția deosebită adusă la înfăptuirea politicii Partidului Comunist Român de făurire a societății socialiste multilateral dezvoltate în patria noastră, cu prilejul aniversării a 60 de ani de la făurirea Partidului Comunist Român”[19]
- Membru de onoare al Academiei de Artă a URSS (1968),
- Membru corespondent al Academiei Române (1963),
- Membru corespondent al Academiei de Artă din Berlin (1964);
- Membru al Academiei Tommaso Campanella din Roma (1970), etc.

## Afilieri
A fost profesor universitar la Iași (din 1946) și la București (din 1958).